# Flatmania
 (septembre 2012).
Si vous disposez d'ouvrages ou d'articles de référence ou si vous connaissez des sites web de qualité traitant du thème abordé ici, merci de compléter l'article en donnant les références utiles à sa vérifiabilité et en les liant à la section « Notes et références ».
Flatmania est une série télévisée d'animation française en 52 épisodes de 22 minutes créée par Anne-Caroline Pandolfo et Isabelle Simler, réalisée par Prakash Topsy et diffusée depuis 2004 en France sur France 3 dans le cadre de l'émission pour enfants France Truc, ainsi que sur Disney Channel et Toon Disney. Cette série a également été diffusée dans plusieurs autres pays : à partir du 16 avril 2005 à la Télévision de Radio-Canada et en anglais sur YTV au Canada, sur Nick en Allemagne, sur Animania aux États-Unis, sur POP (en) en Angleterre et sur Arrabiâ au Maroc (où elle a été traduite en arabe).
La série met en scène deux adolescents de 13 ans, Vincent et Kyu, qui se sont transportés à Flatmania, un monde entièrement en papier. Elle est basée sur un style visuel créé par Anne-Caroline Pandolfo et Isabelle Simler. 

## Synopsis
Vincent est un petit garçon comme les autres jusqu’à ce qu'il rencontre Kyu dans un magazine et qu'il se fait transporté dans un monde appelé Flatmania. Les deux héros vont voyagé de page en page et vivre des aventures hors du commun.

## Style d'animation
Le style d'animation de Flatmania est assez particulier : en raison des héros qui sont en papier découpé provenant d'un magazine (pour le visage et le corps), les effets spéciaux ont été conçus de telle façon que les personnages en papier puissent tourner d'un côté puis de l'autre. En tournant sur eux-mêmes, on a l'impression qu'ils sont aussi plats que du véritable papier. Cette technique implique aussi des transformations du papier, ce qui signifie que les personnages peuvent se plier lorsqu'ils sont assis ou accroupis par exemple.

## Doublage
- Hervé Rey : Vincent
- Marie-Eugénie Maréchal : Kyu